# Оксид марганца(II,IV)
Оксид марганца(II,IV) — неорганическое соединение, окисел металла марганца с формулой Mn5O8, может рассматриваться как ортоманганит марганца Mn3(MnO4)2,
твёрдое вещество,
не растворяется в воде.

## Получение
- Окисление оксида марганца(II) или оксида марганца(II,III):

{\displaystyle {\mathsf {10MnO+3O_{2}\ {\xrightarrow {}}\ 2Mn_{5}O_{8}}}}
{\displaystyle {\mathsf {5Mn_{3}O_{4}+2O_{2}\ {\xrightarrow {}}\ 3Mn_{5}O_{8}}}}

## Физические свойства
Оксид марганца(II,IV) — твёрдое вещество, не растворимое в воде.

## Химические свойства
- При нагревании разлагается:

{\displaystyle {\mathsf {2Mn_{5}O_{8}\ {\xrightarrow {T}}\ 10MnO+3O_{2}}}}